# Eupelmus carinifrons
Eupelmus carinifrons är en stekelart som beskrevs av Yang 1996. Eupelmus carinifrons ingår i släktet Eupelmus och familjen hoppglanssteklar. Inga underarter finns listade i Catalogue of Life.